# Aeluropus macrostachyus
Aeluropus macrostachyus är en gräsart som beskrevs av Eduard Hackel. Aeluropus macrostachyus ingår i släktet Aeluropus och familjen gräs. Inga underarter finns listade i Catalogue of Life.